# Chủ đề Đường hoa Nguyễn Huệ thập niên 2000
Từ năm 1960, Đường Nguyễn Huệ, Thành phố Hồ Chí Minh có chợ hoa xuân vào mỗi dịp Tết Nguyên Đán, là nơi tập trung mua bán hoa tết cây cảnh. Nhà vườn tập kết hoa ở Bến Bạch Đằng sau đó phân bổ vào từng ô đã quy định sẵn trên đường này. Cho đến giữa thập niên 1990, đây vẫn là chợ hoa xuân chính của người dân Thành phố Hồ Chí Minh. Tuy nhiên vào khoảng năm 2000, để lập lại trật tự an toàn giao thông, thành phố quyết định không tổ chức chợ hoa trên đường Nguyễn Huệ và chuyển chợ hoa sang công viên 23 tháng 9. Năm 2004, thành phố khôi phục chợ hoa nhưng không còn chức năng mua bán mà thay vào đó con đường hoa được bày biện, sắp đặt công phu cho khách du xuân thưởng ngoạn. Cũng từ năm này, cứ đến dịp Tết Nguyên Đán, đường hoa Nguyễn Huệ lại được mở đón khách với từng chủ đề, ý tưởng khác nhau.
Dưới đây là danh sách chủ đề Đường hoa Nguyễn Huệ dành cho khách đi bộ thưởng ngoạn mỗi dịp Tết Nguyên Đán qua từng năm (thập niên 2000).

## Dòng thời gian

### Tết Giáp Thân 2004

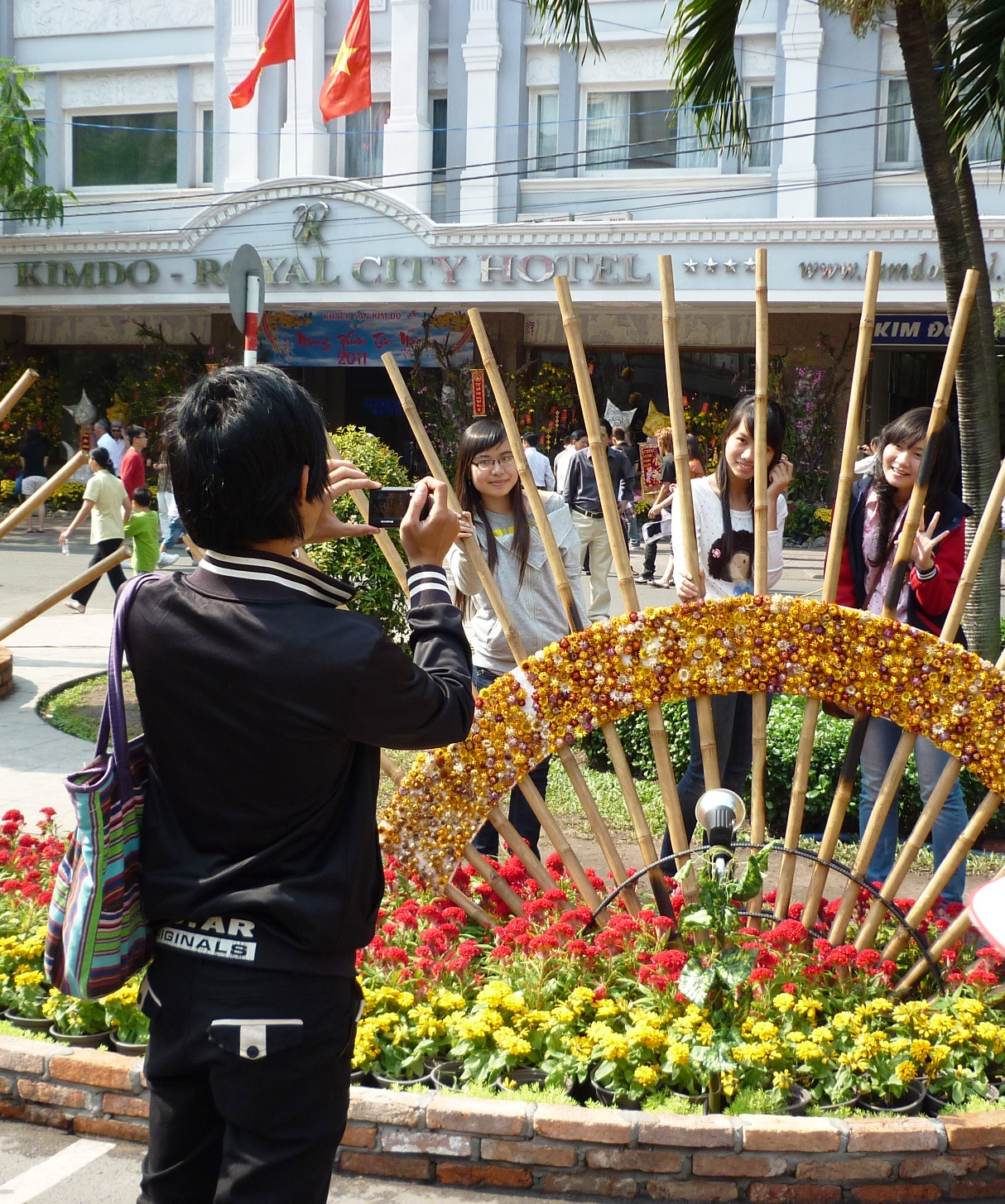
Đường hoa ở Nguyễn Huệ không phải căng dây và có bảo vệ như Lễ hội phố hoa Hà Nội, khách đến xem được tự do tiếp cận hoa

Đường hoa Nguyễn Huệ chính thức ra mắt vào lúc 16g00 ngày 20 tháng 1 năm 2004 (tức 29 tết) và chỉ kéo dài đến mùng 2 tết. Tập trung về đây là 50 chậu mai quý và các loại hoa như vạn thọ, cúc. Ngoài ra, còn có những cảnh quan thôn quê dân dã như hồ sen, cầu nhỏ, tre trúc, quanh gánh. Đây cũng là năm đầu tiên tổ chức đường hoa Nguyễn Huệ, vốn là sự kế tục của truyền thống hơn nửa thế kỷ ở Sài Gòn là "chợ hoa Nguyễn Huệ".

### Tết Ất Dậu 2005:Thành phố Hồ Chí Minh – Hội nhập và Phát triển
Đường hoa Nguyễn Huệ Tết Ất Dậu 2005 bắt đầu từ 29 Tết đến mùng 2 Tết. Lần này khách thưởng ngoạn có thể tìm thấy ở đây một chút Sài Gòn xưa với xe thổ mộ chở đầy hoa, trái, những chiếc xích lô kéo tay của 2 thế kỷ trước, những chõng tre, gánh hoa, rổ hoa, gùi hoa, rơm rạ, cờ phướn, cầu gỗ, ao sen, tiếng ếch kêu, dòng kênh và đầy những lu khạp… tái hiện một góc chợ quê Tết Sài Gòn những năm 1920-1940." Bên cạnh một Sài Gòn xưa là thông xanh và hoa đào Đà Lạt cùng những mảng cỏ xanh là những nét đặc trưng của thành phố hoa.
Ngoài ra, cảnh quan vùng duyên hải miền Trung với cổng đá, cát trắng, xương rồng xanh, và gốm Chăm cũng được tái hiện ngay trên con đường trung tâm của thành phố. Cuối đường hoa là "những mảng xanh của mạ non, hình ảnh ngày mùa đồng lúa chín, vườn mai vàng và nhộn nhịp chợ quê với các loại cây trái, thuyền dưa hấu, bưởi, mận, dừa…

### Tết Bính Tuất 2006:Dáng Xuân
Năm Bính Tuất (2006), đường hoa Nguyễn Huệ được khai mạc vào ngày tối 28 Tết, kéo dài đến hết mồng 3 Tết. Đường hoa dài suốt đường Nguyễn Huệ sang đường Lê Lợi, quy tụ 80.000 giỏ hoa, 500 đèn lồng mây tre, bộ sưu tập các loại đá Việt, gốm Việt...
Các chủ đề hoa được chia nhiều tiểu cảnh: thuyền hoa trên bến nước, xe kéo hoa, hoa trên giàn, hoa kết hình trên đất, thác nước, gốm và xuân, bức tranh quê.
Ngay trước cổng đường hoa sừng sững một tượng chó đá, còn trên bãi cỏ xanh là những chú chó đá xúm xít bên nhau. Đường hoa cũng dẫn khách thưởng ngoạn đến với những nét văn hóa dân tộc khi xem những chiếc cối đá, chum vại, hàng lu hũ, những chiếc vó bên ao nước, bông lục bình, và thằng bù nhìn trên ruộng lúa. Ở đây còn có hoa đào phương Bắc, quang gánh, đồi cát miền Trung, và những tượng điêu khắc đá, tượng gốm…

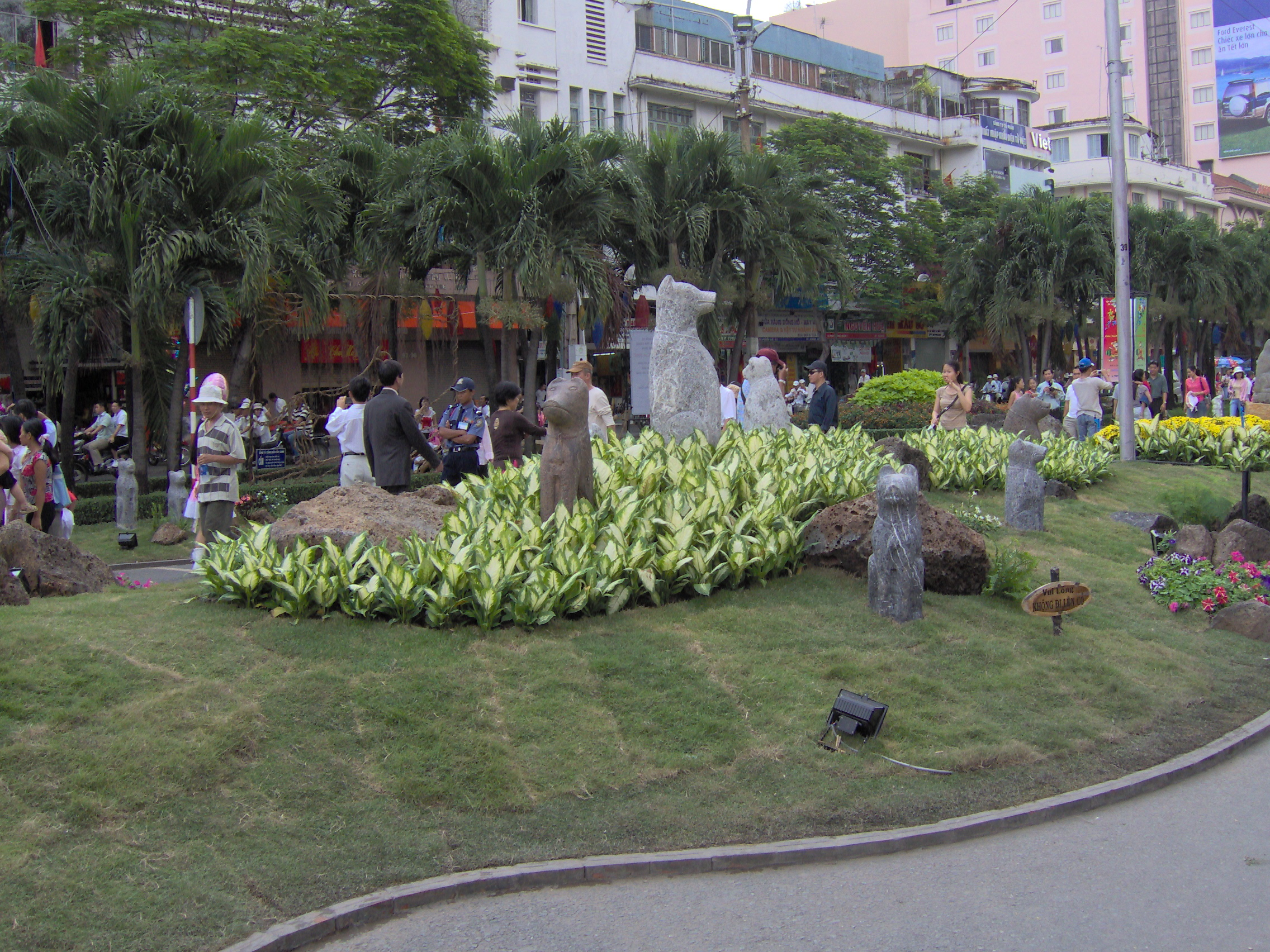
Những con chó đá – biểu tượng của năm Bính Tuất 2006
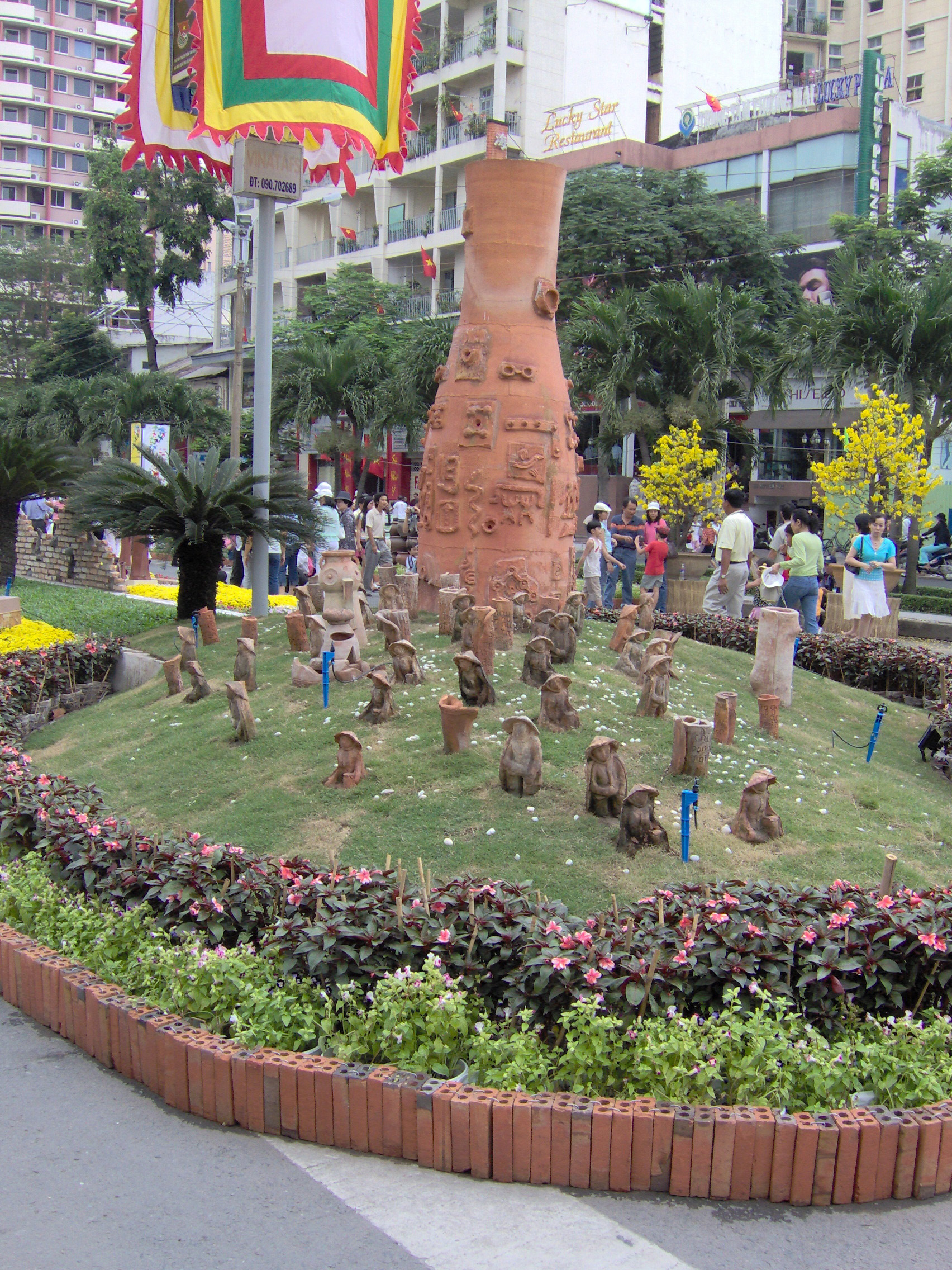
Một bộ sưu tập gốm được trưng bày ở đường hoa Nguyễn Huệ

### Tết Đinh Hợi 2007:Trên đường hội nhập
Khai mạc vào lúc 7g30 tối 28 tết (15 tháng 2 năm 2007), Đường hoa Nguyễn Huệ Đinh Hợi 2007 kéo dài đến tối mùng 3 tết (19 tháng 2), với điểm nhấn là những con heo bằng đất và gốm bên cạnh 100.000 chậu hoa các loại, cùng hình ảnh làng quê Nam bộ như con thuyền, cầu tre, đồng lúa, đường làng, các trò chơi dân gian được lồng trong tiếng suối chảy róc rách, tiếng chim hót…
Một nét mới của Đường hoa Nguyễn Huệ Đinh Hợi 2007 là Hồ Chúc phúc. Du khách đến đây thả những đồng xu cầu phúc cho bản thân, gia đình, bạn bè…

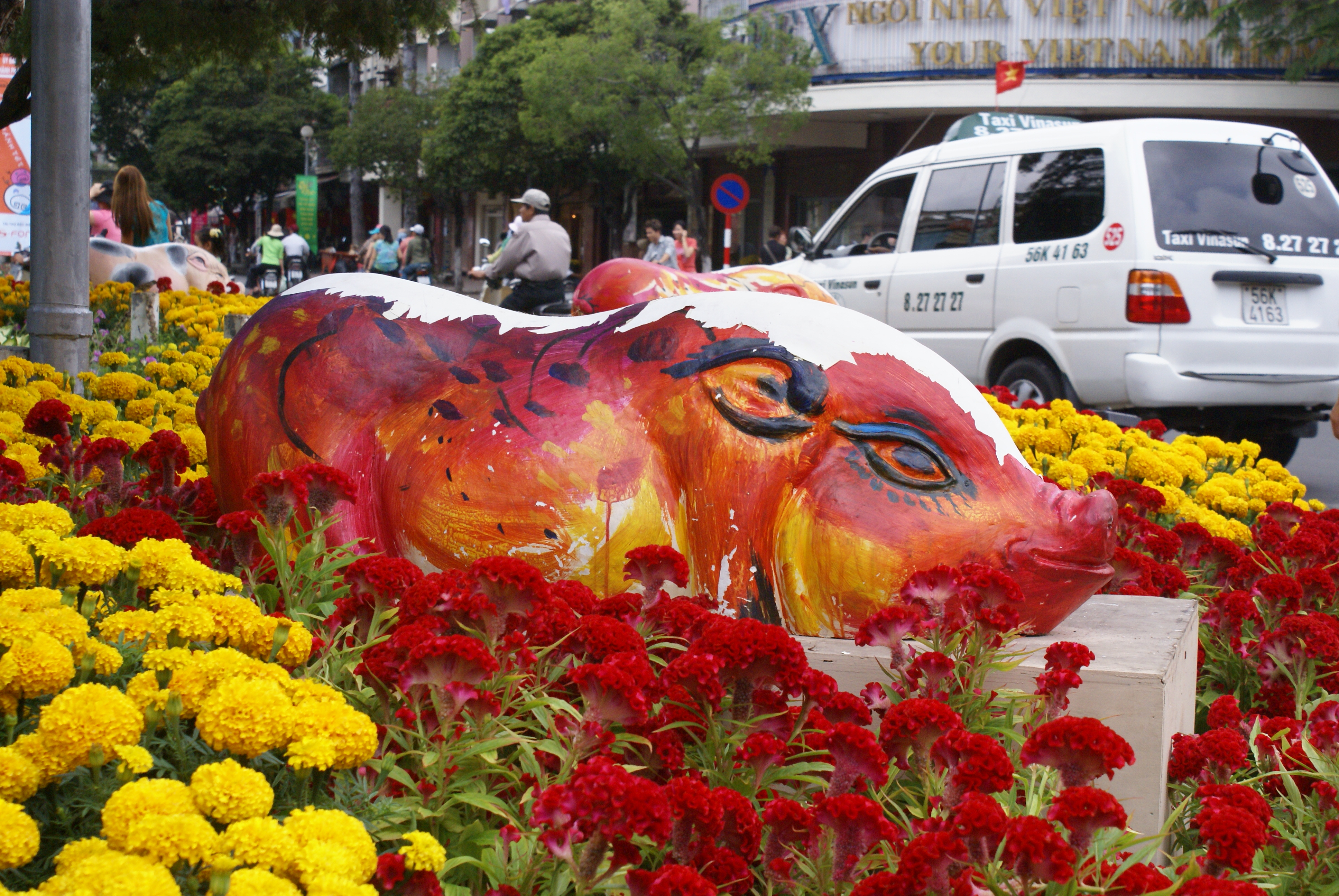
Heo – biểu tượng của năm Đinh Hợi 2007
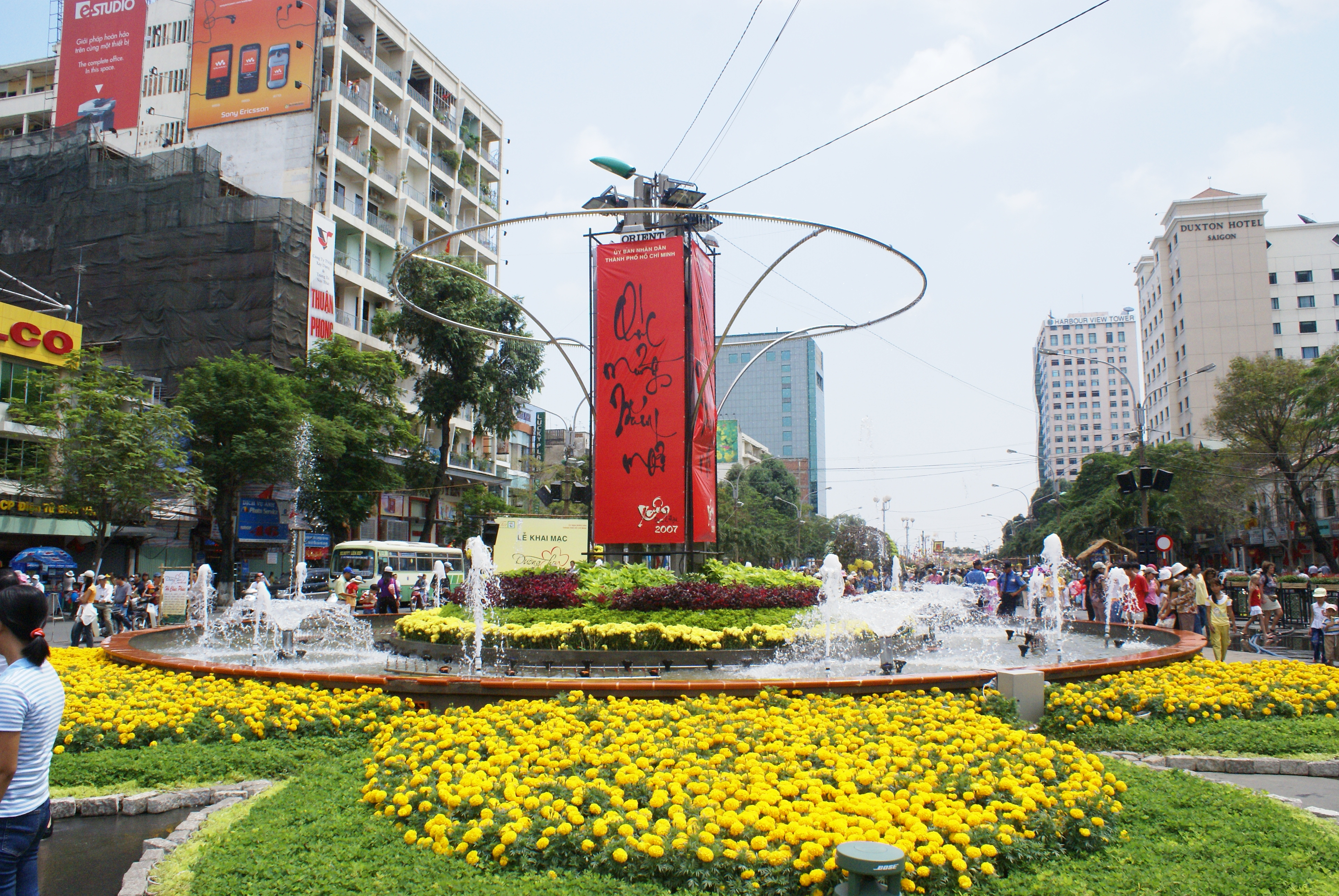
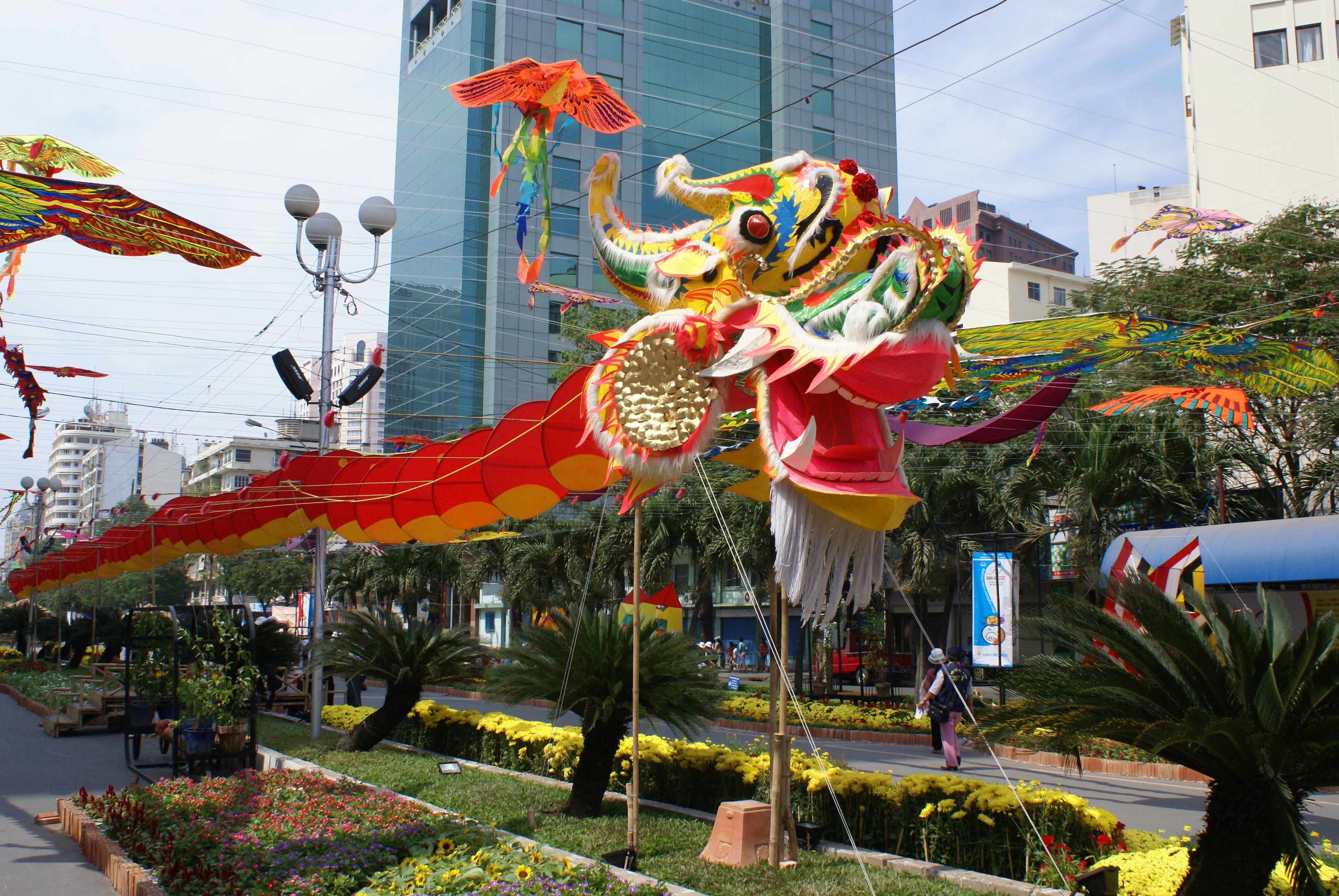
Rồng

### Tết Mậu Tý 2008:Vượt sóng
Kéo dài trong 6 ngày – từ 28 tết (4 tháng 2) đến mùng 4 tết (10 tháng 2) Ngay từ đầu đường hoa là một "gia đình chuột" được tạo hình bằng các chất liệu mềm trông giống như sợi mây, sợi lát bện vào nhau to như người thật, cuối đường là mô hình một chiếc thuyền với cánh buồm lớn làm bằng hoa. Đường hoa được sắp xếp theo các "phân cảnh" như "Sum họp", "Hội nhập", "Vượt sóng"…tương ứng với hình ảnh gia đình chuột (kết bằng lục bình), đèn kéo quân cao hơn 7 m, và con tàu hoa.

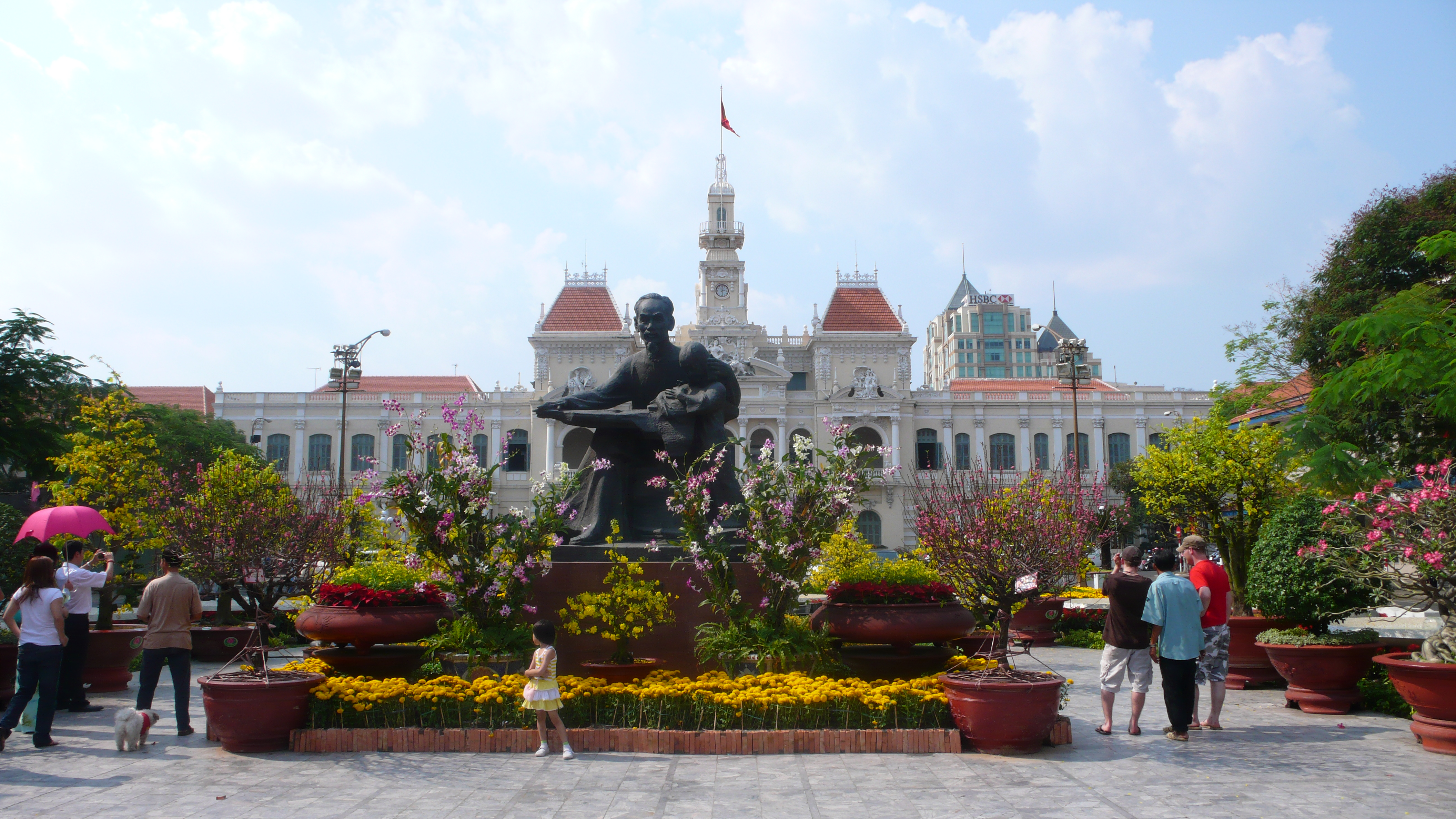
Đường hoa bắt đầu từ tượng đài Hồ Chí Minh trước trụ sở UBND
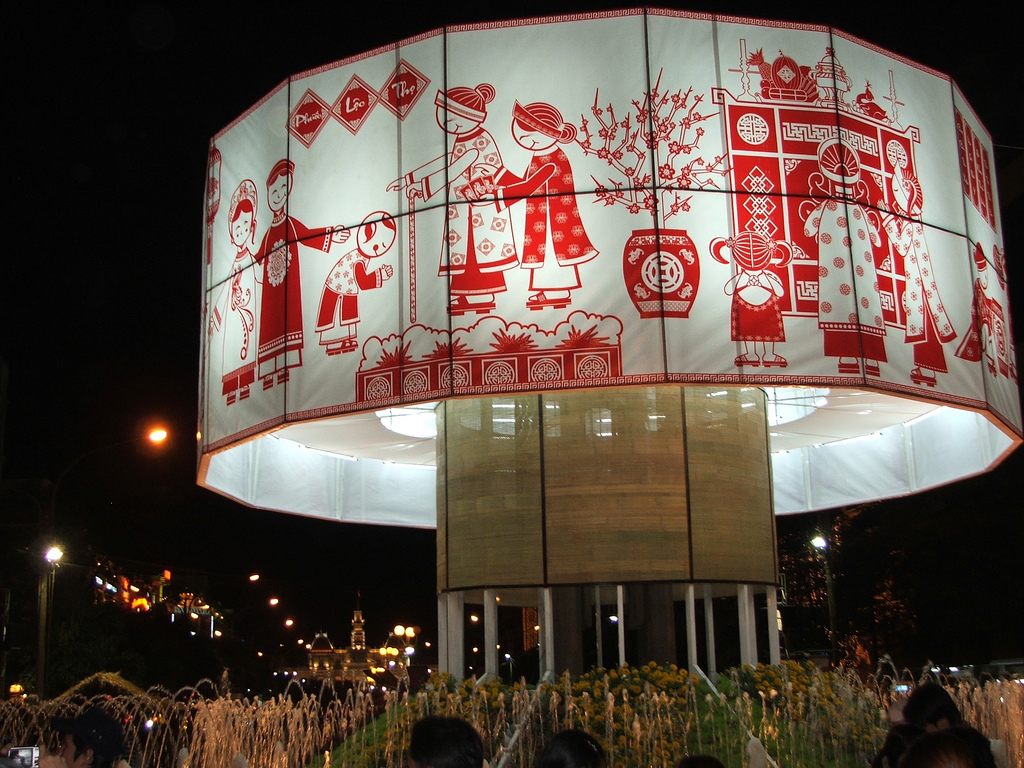
Chiếc đèn kéo quân khổng lồ trên đường hoa Nguyễn Huệ Tết Mậu Tý
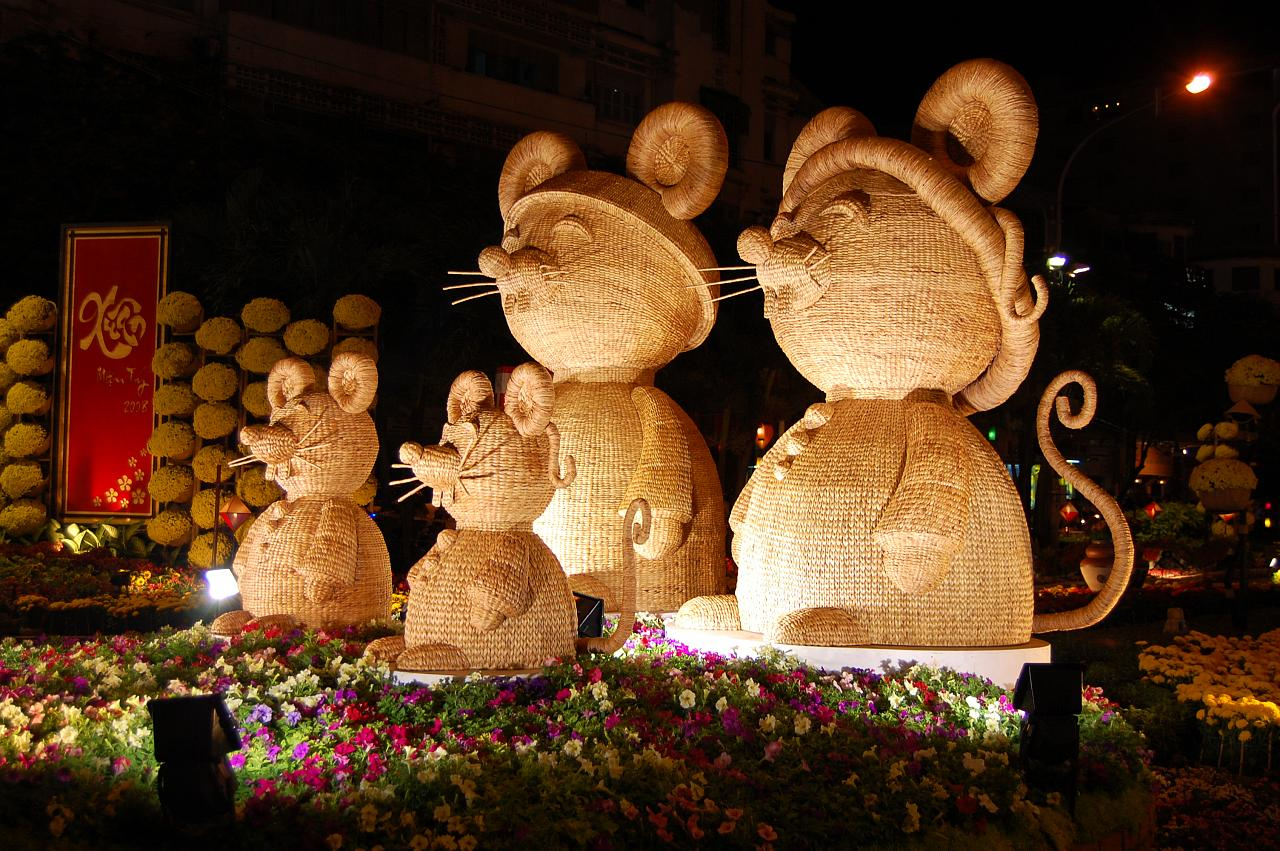
Chuột, con giáp của năm

### Tết Kỷ Sửu 2009:Vững tin
Đường hoa Nguyễn Huệ Tết Kỷ Sửu 2009 kéo dài trong 6 ngày từ 28 tết (23 tháng 1 năm 2009) đến mùng 3 tết (28 tháng 1). Đường hoa Nguyễn Huệ Tết Kỷ Sửu 2009 khai mạc lúc 7g tối ngày 23 tháng 1, Chủ tịch Nước Nguyễn Minh Triết đến dự và cắt băng khánh thành.
Đường hoa Nguyễn Huệ Tết Kỷ Sửu 2009 được chia thành 7 phân khu, chuyển tải những ý nghĩa khác nhau: khởi nguồn, nghị lực, sáng tạo, tiến bước, đoàn kết, nguồn cội và vững tin, với các tiểu cảnh gắn với những hình ảnh quen thuộc của thôn quê Việt Nam: con trâu, đồng quê, nghề nông... Đầu đường Nguyễn Huệ gần bùng binh cây liễu bài trí hình ảnh làng quê thanh bình, con trâu, bến nước. Chủ đề cánh đồng quê, suối róc rách, tiểu cảnh phun nước, cầu tre lắt lẻo... cũng xuất hiện trong đường hoa năm nay. Cuối đường hoa Nguyễn Huệ (đoạn gần bến Bạch Đằng) là một đồi dưa hấu có khắc hình Mai An Tiêm. Bên cạnh đó, hệ thống nhạc được thiết kế theo từng chủ đề của các phân đoạn tiểu cảnh kéo dài hơn 800m đường hoa. Người thưởng ngoạn đến từng khu sẽ được nghe những âm thanh đồng quê phù hợp.
Ước tính có gần 1 triệu lượt khách đến thưởng lãm Đường hoa Nguyễn Huệ Kỷ Sửu 2009.

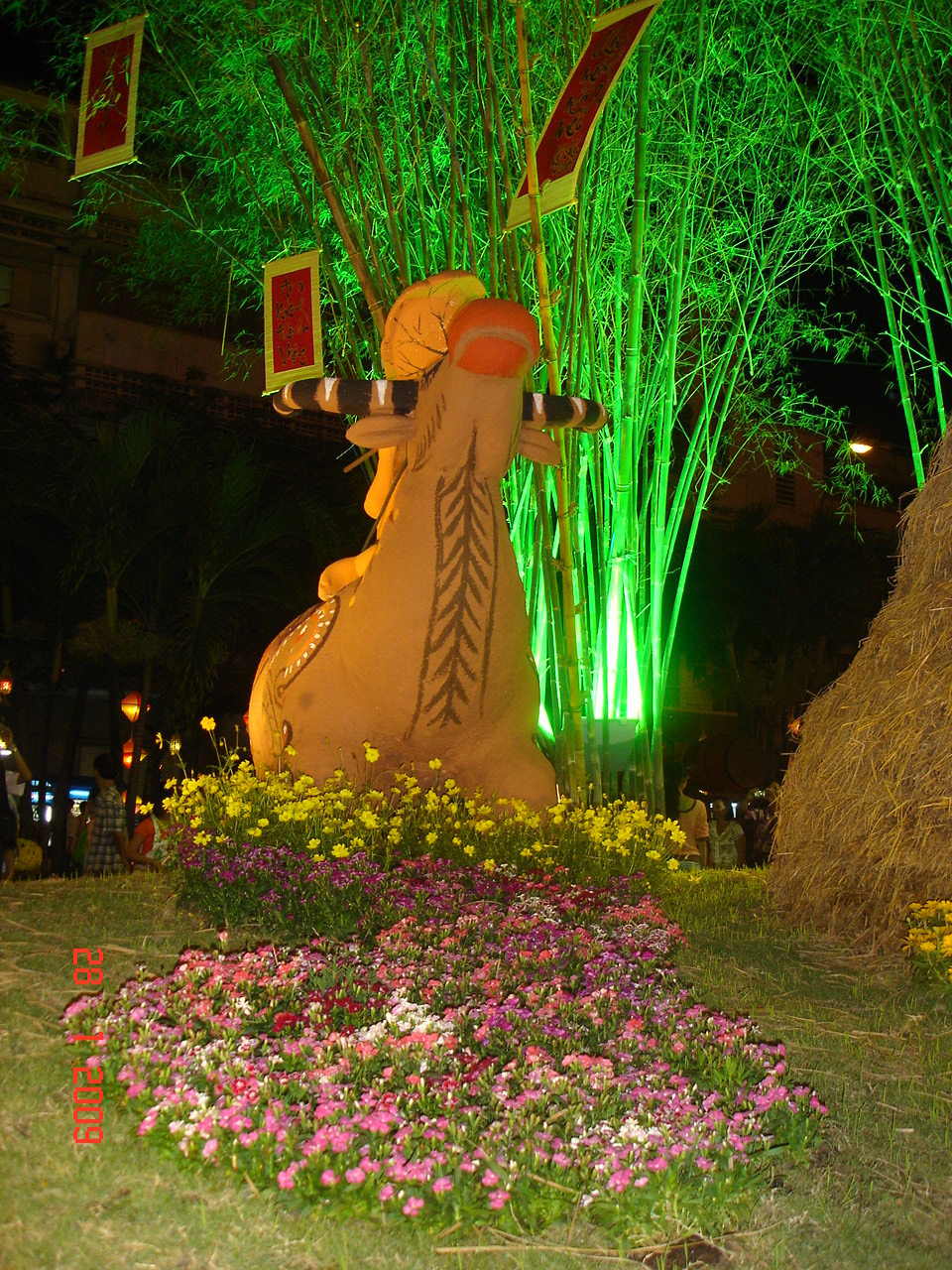
Biểu tượng của năm Kỷ Sửu: hình ảnh con trâu bên lũy tre làng và đụn rơm
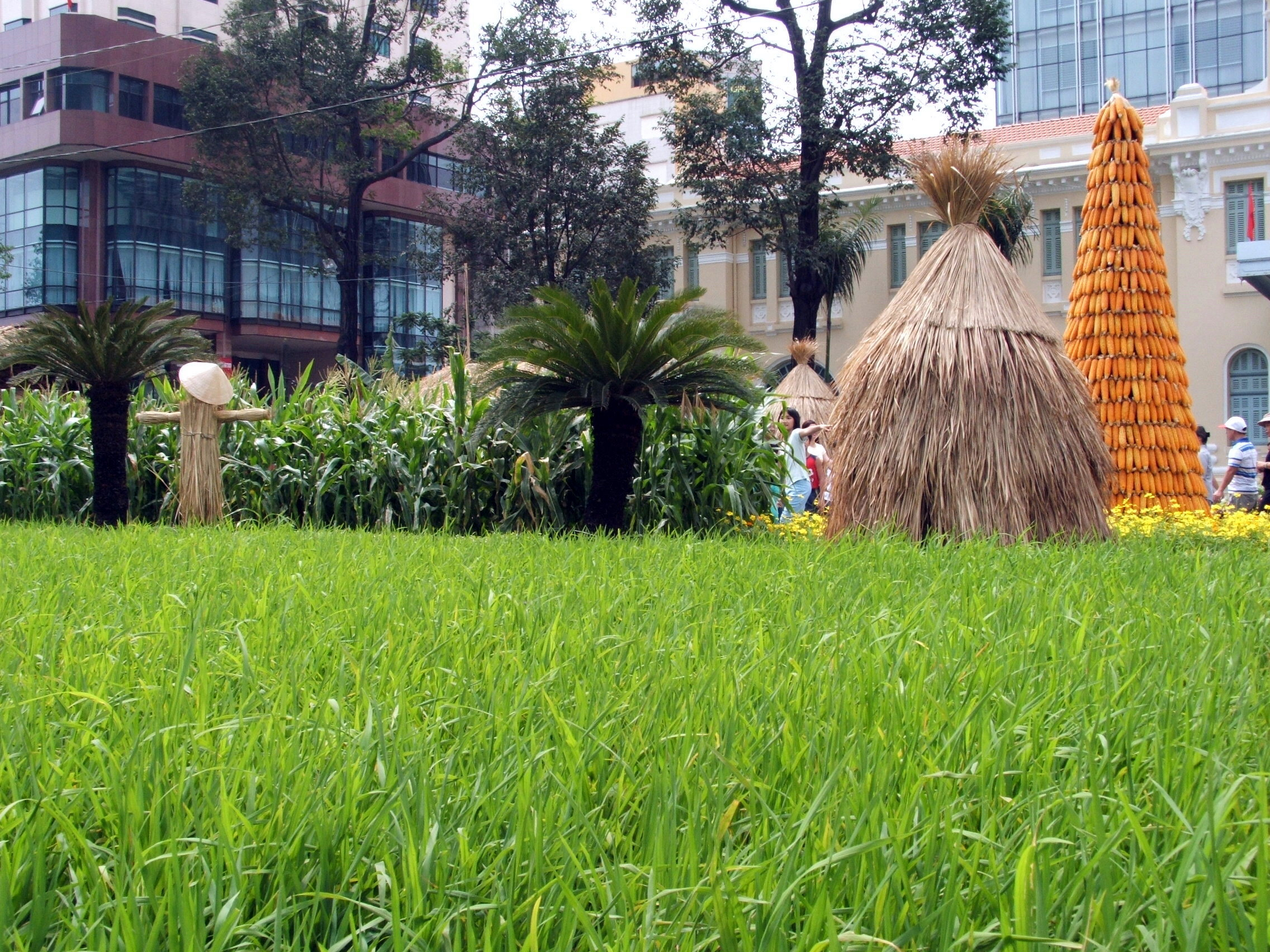
Một chút hương quê giữa lòng phố thị
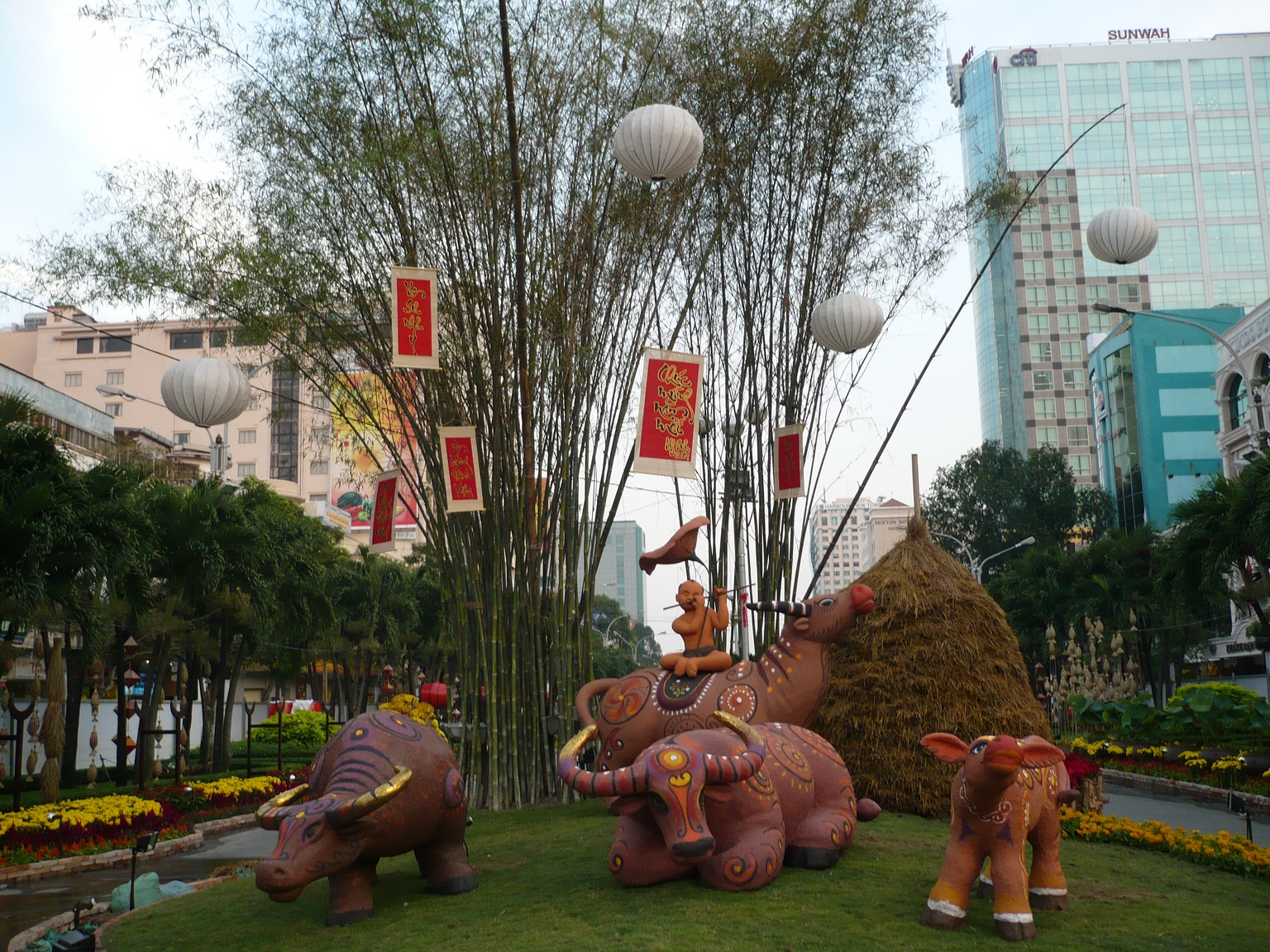
Mục đồng thổi sáo trên lưng trâu
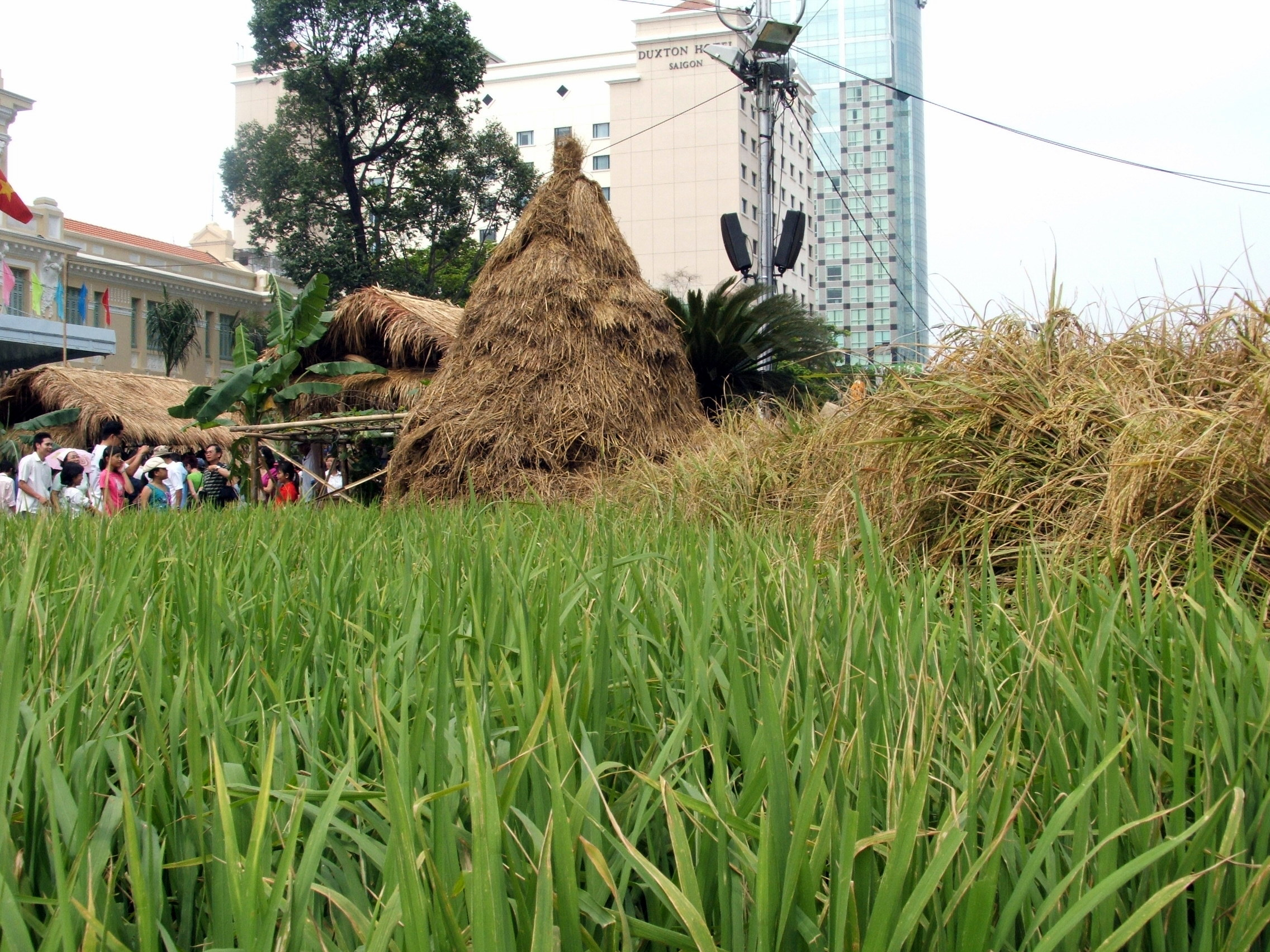
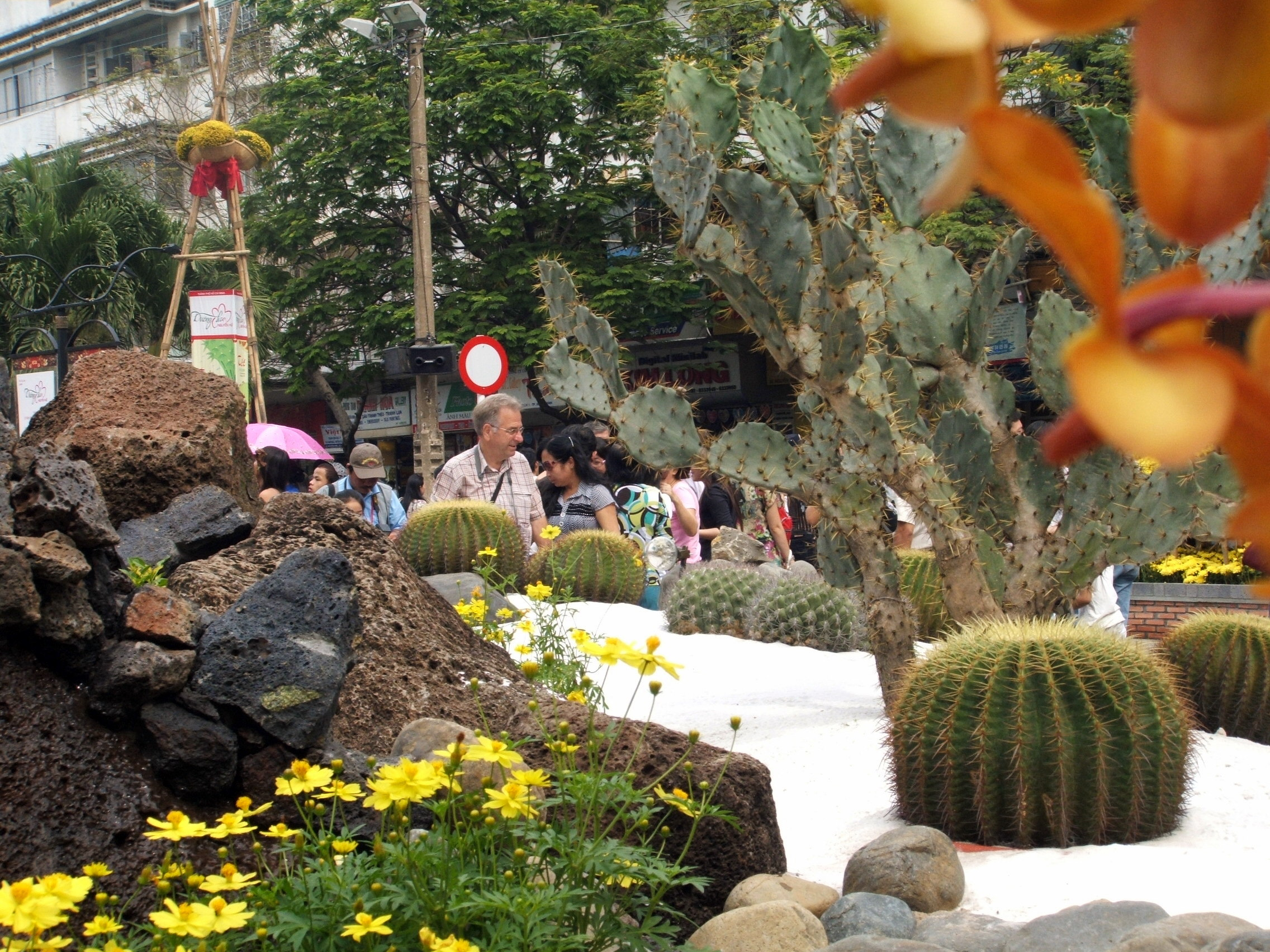
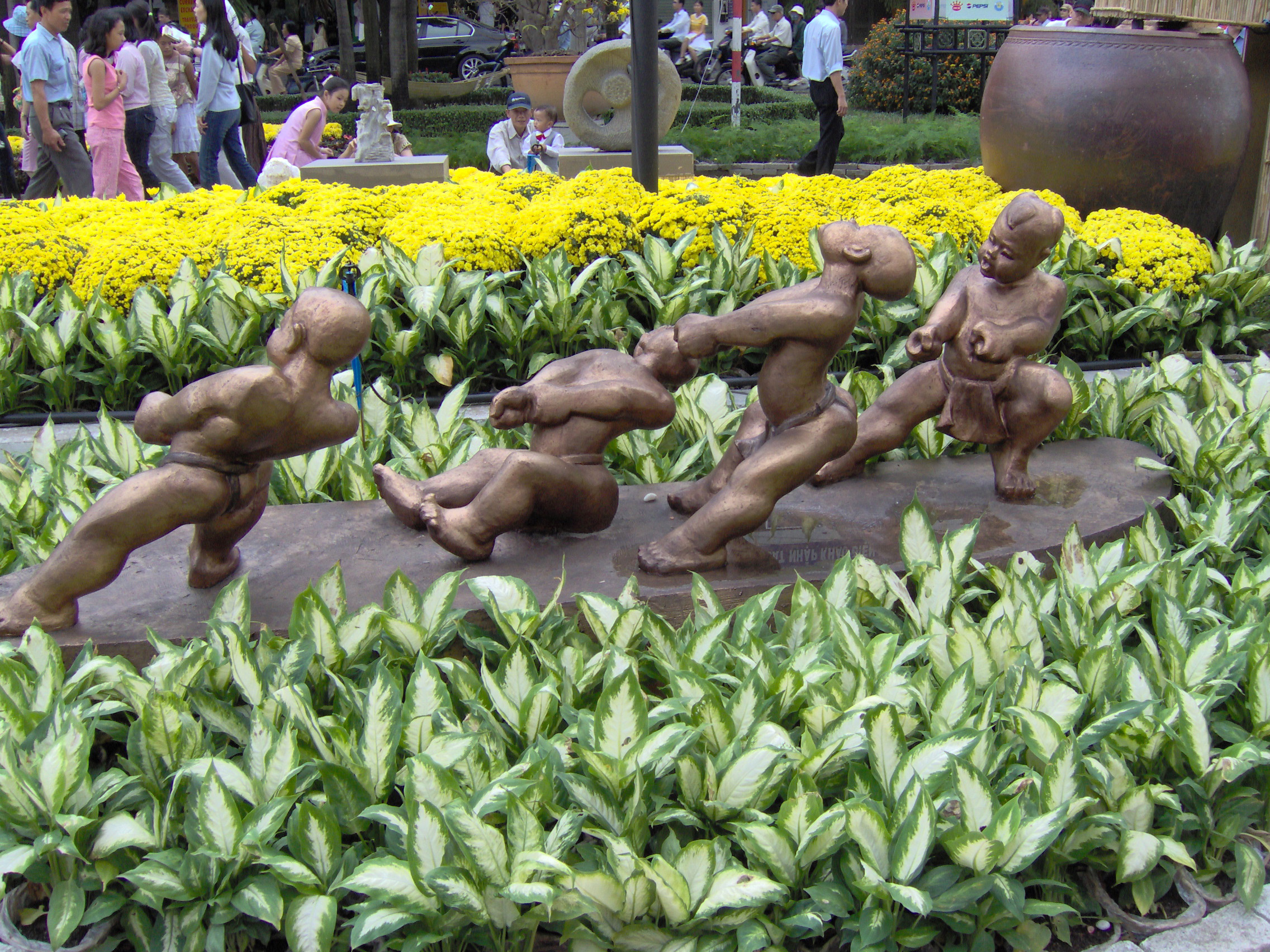
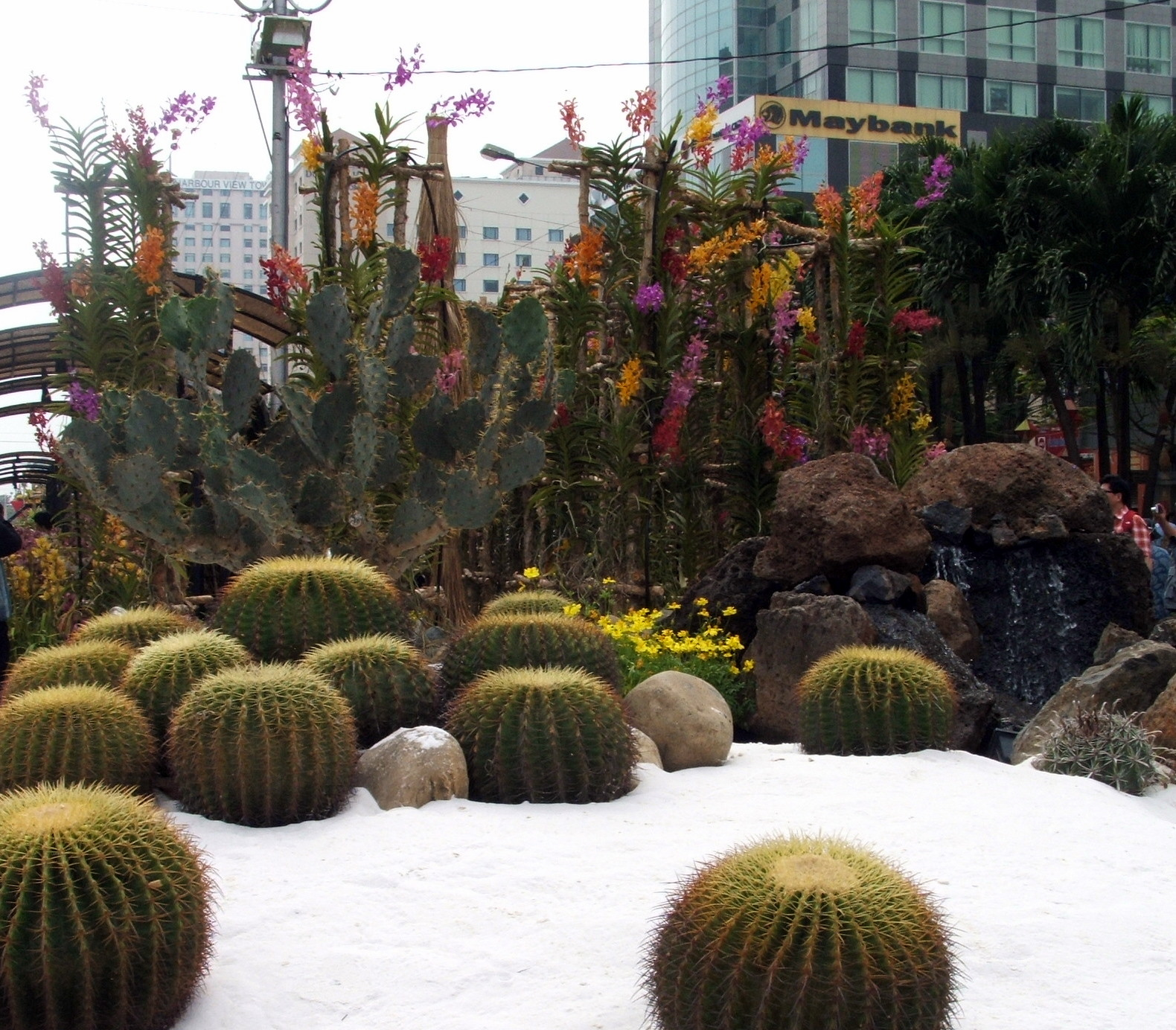
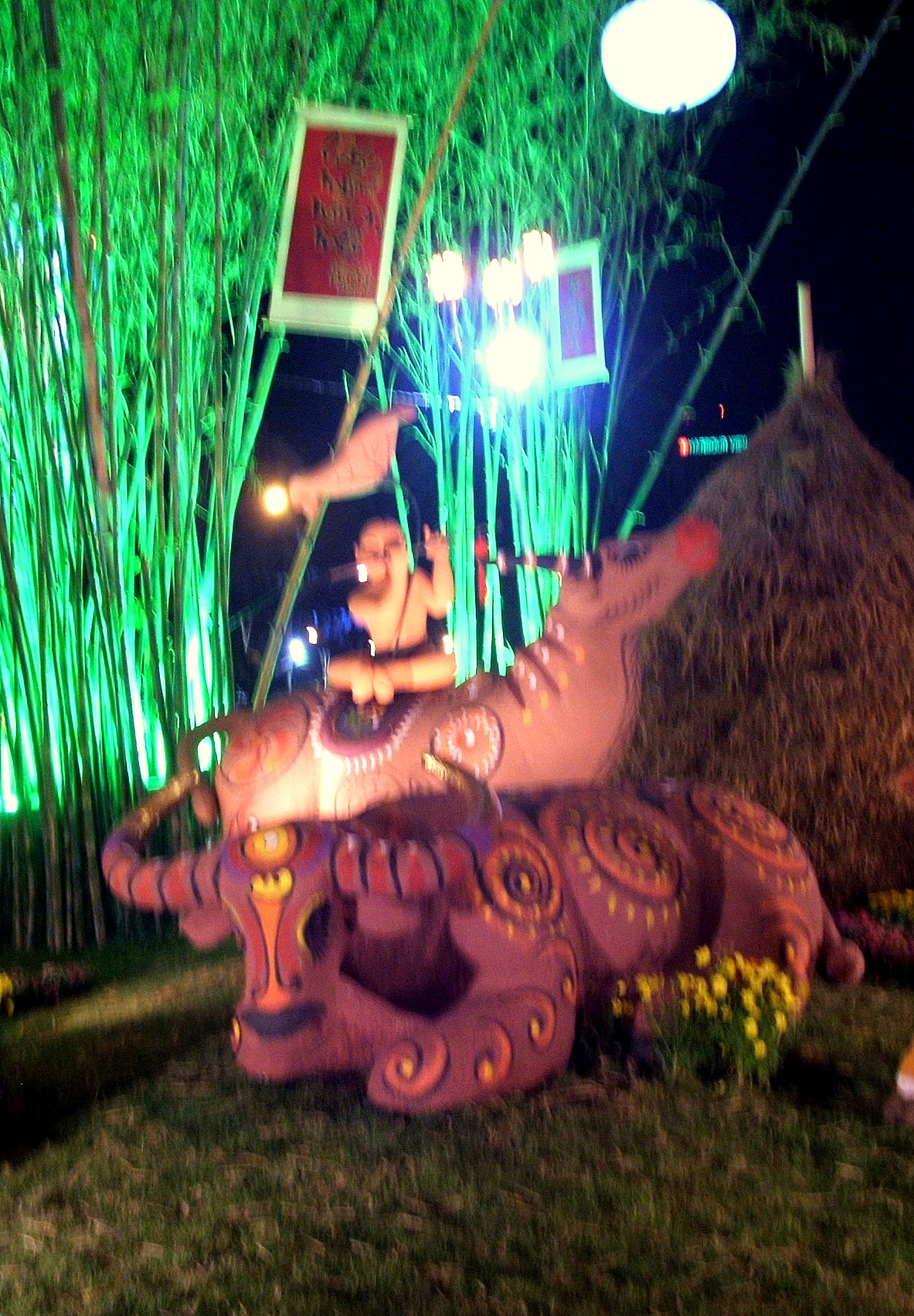
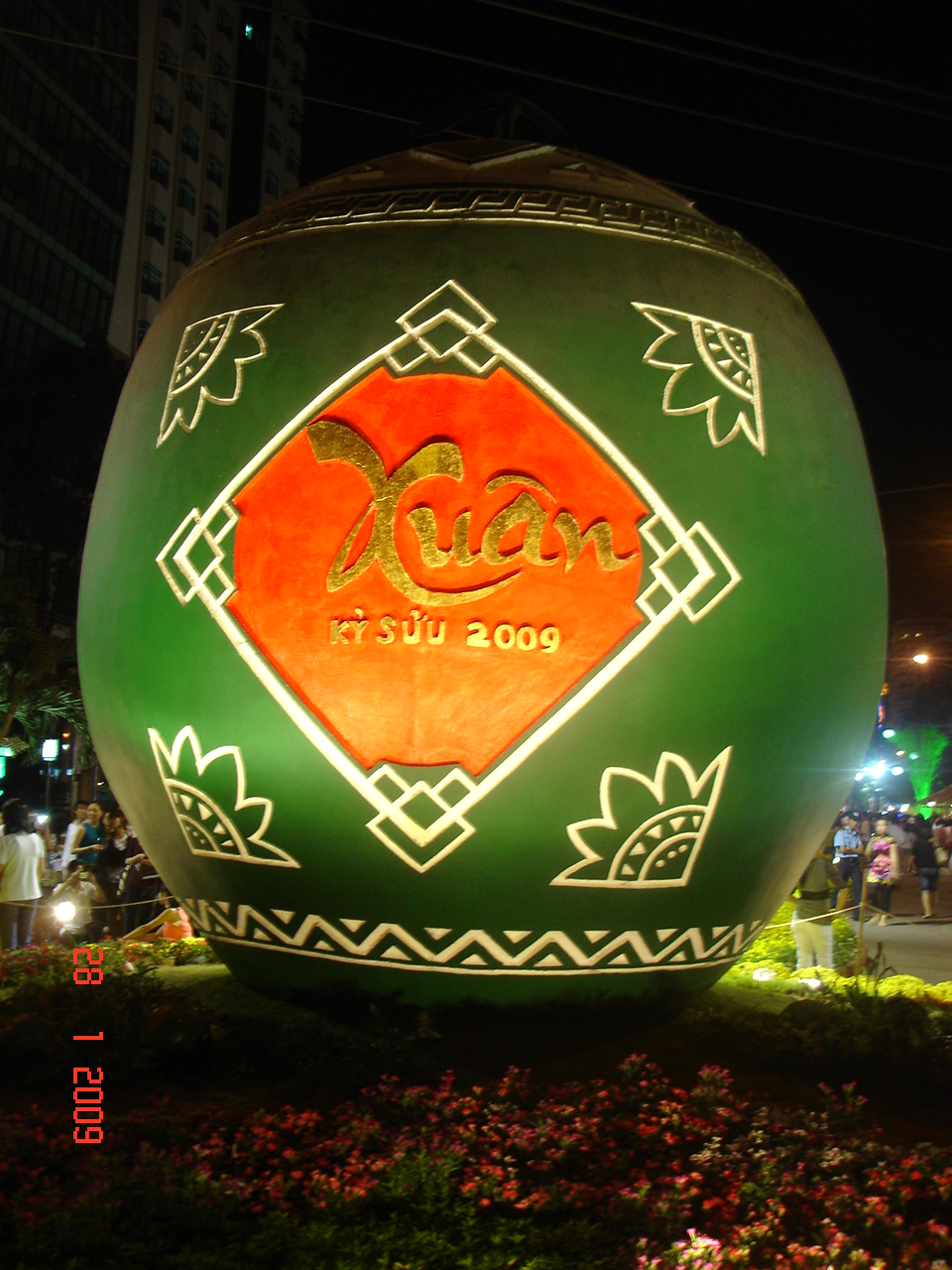
Hình tượng dưa hấu với chữ Xuân
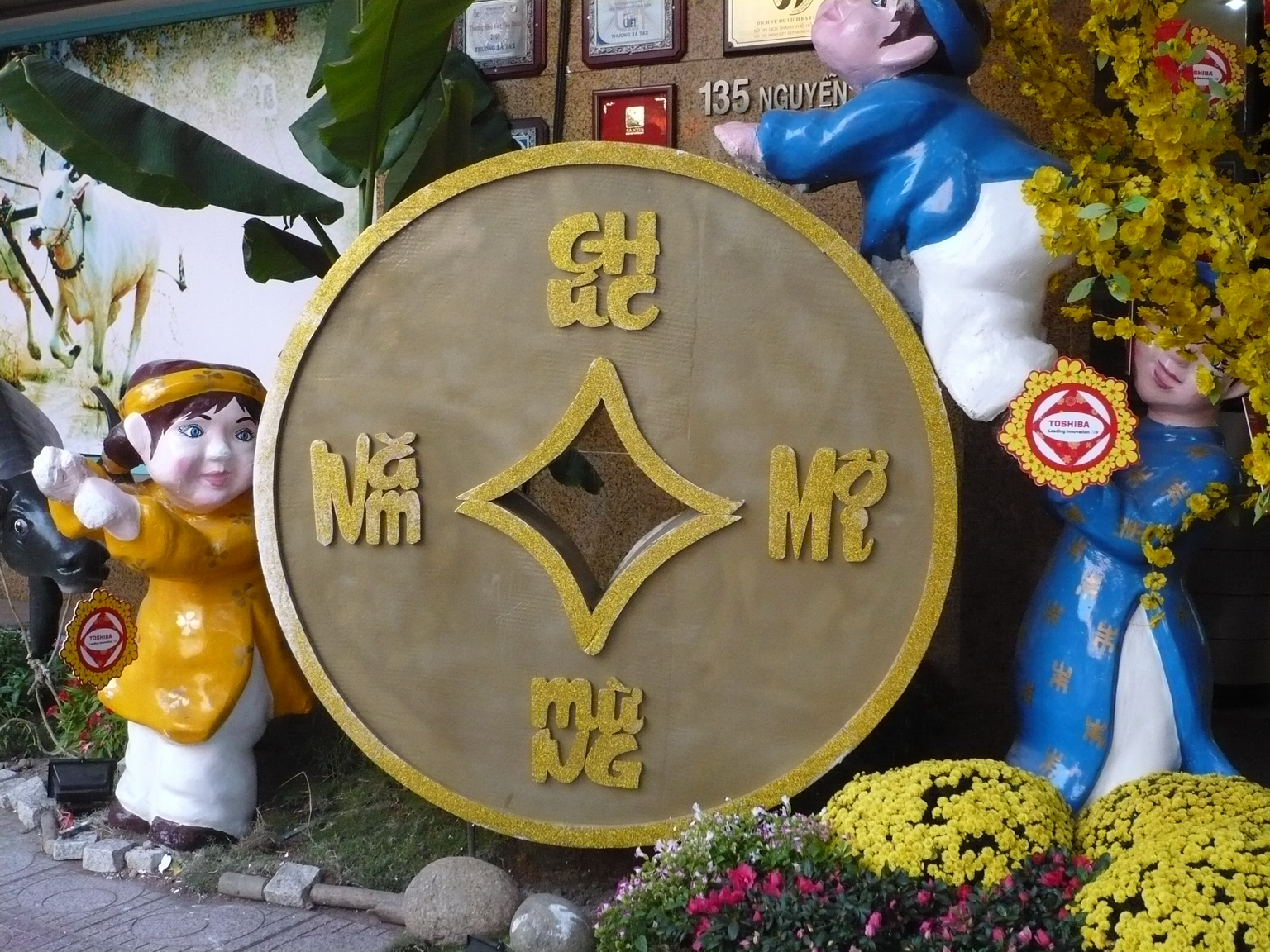
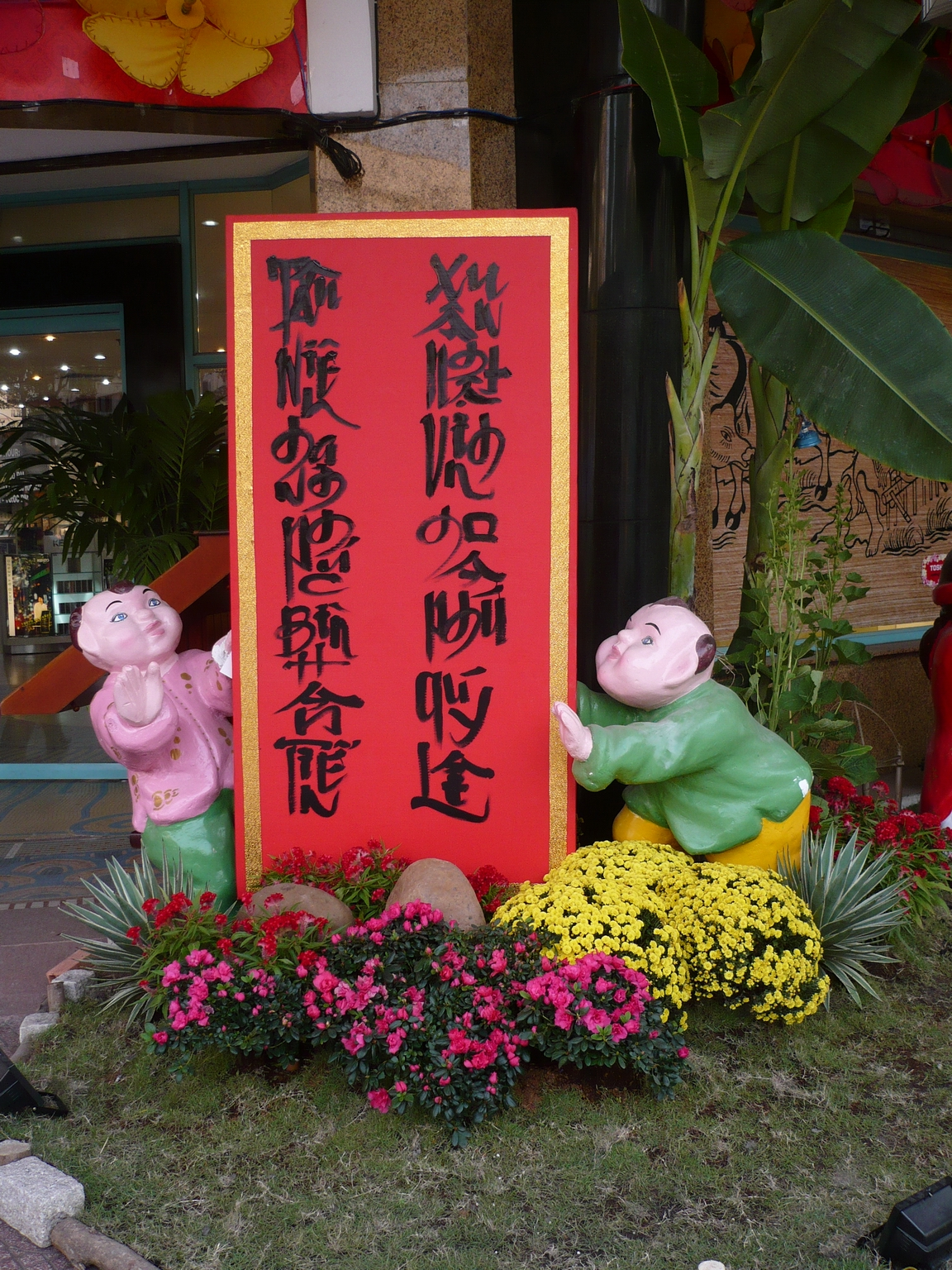
Câu đối Tết bằng thư pháp chữ Việt